# 聖地亞哥-德孔波斯特拉車站
聖地亞哥-德孔波斯特拉車站（西班牙語：Estación de Santiago de Compostela）是西班牙加利西亞自治區首府聖地亞哥-德孔波斯特拉的火車站。2010年共有1,771,974人次利用，為加利西亞客運量最多的車站。

## 事件
- 2013年聖地亞哥-德孔波斯特拉火車事故